# Кастроново, Дин
Дин Кастроново (англ. Deen Castronovo; 17 августа 1964, Уэстминстер, Калифорния, США) — американский музыкант, ударник, известный своими сессионными работами с такими исполнителями как Марти Фридмен, Джо Таффола, Тони Макалпин, Cacophony, Journey и другие. К настоящему моменту он принял участие полностью или частично в записи более 40 музыкальных альбомов.

## Раннее детство
Дин Кастроново родился в городе Уэстминстер, Калифорния. Начал заниматься игрой на барабанах с 6 лет. Детство провёл в городе Кейзер, Орегон. Дин называл в числе его ранних музыкальных влияний Стива Смита, Rush, Led Zeppelin, Van Halen, Фила Коллинза и других.

## Музыкальная карьера
Начинал свою карьеру в группе Wild Dogs. Впоследствии познакомился с фронтменом Journey Нилом Шоном. Вскоре он приглашает Кастроново для участия в его новой группе Bad English. Он пробыл в ней весь период её существования, с 1987 по 1991 год. Затем Шон пригласил его в другой свой коллектив, Hardline. В 1995 году музыкант появился на сольном альбоме Оззи Осборна Ozzmosis и отыграл концертный тур с Оззи в его поддержку. Также он появился на сольном альбоме Гизера Батлера GZR - Plastic Planet.
В 1998 году Нил Шон приглашает Кастроново в его корневой проект, Journey. В качестве барабанщика он пробыл там с 1998 по 2015 годы, став самым долгоиграющим ударником коллектива, сыграв на 6 студийных альбомах. На фоне проблем с законом Кастроново был вынужден покинуть коллектив в 2015 году, но в 2021 году он вернулся в Journey, сначала вместе с Нарада Майклом Уолденом, а с 2022 года - как единственный барабанщик. В 2014 году Дин, Джек Блейдс и Даг Олдрич образовал суергруппу Revolution Saints. Дебютный одноимённый альбом вышел в 2015 году, следующий Light in the Dark - в 2017 году.
Кастроново также появлялся в качестве барабанщика в других коллективах, включая Soul SirkUS, Cacophony, Dr. Mastermind, Fear Factory и многих других. Также он сотрудничал с такими именитыми гитаристами на их сольных альбомах, как Джеймс Мёрфи и Стив Вай.

## Дискография
- Wild Dogs — Man’s Best Friend (1984)
- Dr. Mastermind — Dr. Mastermind (1986)
- Tony MacAlpine — Maximum Security (1987)
- Wild Dogs — Reign Of Terror (1987)
- Cacophony — Go Off! (1988)
- Марти Фридман — Dragon's Kiss (1988)
- Bad English — Bad English (1989)
- Matthew Ward — Fortress (1990)
- Joey Tafolla — Infra-blue (1990)
- Bad English — Backlash (1991)
- Hardline — Hot Cherie EP (1992)
- Hardline — Double Eclipse (1992)
- Hardline — Can’t Find My Way EP (1992)
- Wild Dogs — Wild Dogs (1993)
- Tony MacAlpine — Premonition (1994)
- G/Z/R — Plastic Planet (1995)
- Стив Вай — Alien Love Secrets (1995)
- Оззи Осборн — Ozzmosis (1995)
- Social Distortion
- White Light, White Heat, White Trash (1996)
- Стив Вай — Fire Garden (1996)
- Джеймс Мёрфи — Convergence (1996)
- Rush Tribute — Working Man — A Tribute to Rush (1996)
- G/Z/R — Black Science (1997)
- Джеймс Мёрфи — Feeding the Machine (1999)
- Journey — Arrival (2001) — Red 13 (2002)
- Paul Rodgers — The Hendrix Set
- Soul Sirkus — World Play (2004)
- Journey — Generations (2005)
- The Hitmaker — Don’t Stop Believin' (featuring Deen Castronovo) (2006)
- Journey — Revelation (2008)
- Journey — Eclipse (2011)
- Gioeli—Castronovo	— Set the World on Fire (2018)